# Электроника ВМ-12
Электроника ВМ-12 — первый советский бытовой кассетный видеомагнитофон формата VHS.
Разработан на основе видеомагнитофона японского производства «Panasonic NV-2000». Оборудование для производства отдельных узлов и деталей было закуплено в Японии. Созданы специализированные микросхемы серии КР1005, аналогичные оригинальным японским, освоено множество не производившихся до этого в СССР радиокомпонентов. В ВМ-12 применён переработанный в приёмо-передающее устройство (ППУ) тюнер телепрограмм от переносных цветных телевизоров «Электроника Ц-431», выпускавшихся в НПО «Позитрон» в Ленинграде.

## История
Прототип видеомагнитофона имел название «Видео-82».
Выпускали ВМ-12 с 1982 по 1995 год в НПО «Электроника» (Воронеж) и «Позитрон» (Ленинград), заводы «Видеофон» (Воронеж), «Спектр» (Новгород), «Завод имени 24 партийного съезда» ныне «Трансвит» (Новгород) и «Тантал» (Саратов). Отдельные узлы и детали видеомагнитофона изготовляли в разных городах, например механику лентопротяжного механизма делали на «Тантале», видеоголовки — на заводе «Феррит»[где?], корпуса — в Белгороде. Применялся принцип производственной кооперации, а впоследствии — бартер.
Первоначально видеомагнитофон производился с двумя вариантами передней панели корпуса и широкими горизонтальными кнопками управления режимами и темной полупрозрачной вставкой на лицевой панели как на японском (самые ранние выпуски) и с такой же вставкой на всю лицевую панель и цветными обозначениями режимов работы. Позже — с узкими чёрными вертикальными кнопками управления режимами работы. В этом варианте выпускался в серо-серебристой окраске корпуса разных цветовых оттенков (т. н. «классический» вариант ВМ-12), тёмно-серой (ближе к чёрному), коричневой, а позже без покраски, из чёрного АБС пластика, реже белого, жёлтого и других цветов.
Видеомагнитофон имел вертикальную (т. н. контейнерную) загрузку видеокассеты, восьмиканальный тюнер с БВТП на потенциометрах, цифровые часы с таймером (4 программы, 14 суток), механический счётчик расхода ленты. При копировании прототипа дело доходило до курьёзов — например, в копии ВЛИ часов неделя начиналась с воскресенья, а не с понедельника — как в англоязычных странах, хотя все надписи на маске индикатора перевели на русский.
Стоил этот видеомагнитофон весьма недёшево — 1200 рублей. Себестоимость видеомагнитофона была выше его розничной цены, и его производство, будучи убыточным, дотировалось государством. Чтобы снизить себестоимость, конструкция ВМ-12 постоянно совершенствовалась и упрощалась. Претерпели изменения все блоки и даже корпус, который перестали красить, а стали прессовать из пластмассы чёрного, а позднее и других цветов. В 1988 году видеомагнитофон перестал быть убыточным изделием.
Присутствовал дефицит и чистых видеокассет (в продаже они были только в крупных городах, в свободной торговле практически отсутствовали, исключение — комиссионные магазины и магазины торговли на чеки Внешпосылторга) — и чтобы их купить, паспорт видеомагнитофона снабжался отрезными талонами (на 10 видеокассет ВК-120 или ВК-180), дающими право на покупку видеокассет.

## Описание
Видеомагнитофон позволял записывать цветные и чёрно-белые телепрограммы в зоне уверенного приёма в I…III частотных диапазонах по ГОСТ 7845-79 непосредственно с телевизионной антенны на магнитную ленту в кассетах типа ВК-30, ВК-60, ВК-90, ВК-120, ВК-180, VHS-C через VHS-адаптер, и их последующего воспроизведения на 6, или 7 каналах метрового диапазона (с 1990 года на 40 канале ДМВ) телевизора с помощью приемо — передающего устройства видеомагнитофона или через видеовыход. Кроме того, имелась возможность записи видео от внешнего источника сигнала, например видеокамеры («Электроника Н-801 В», «Электроника 822»). Для этого требовалось сначала подключить камеру к её блоку питания, а далее через гнёзда входа видео и входа звука (а также через гнездо дистанционного управления паузой в процессе записи) — к видеомагнитофону.
Тракт видеозаписи аппарата позволял записывать программы с другого видеомагнитофона, а также просматривать записи, сделанные на других видеомагнитофонах данного типа.
Система видеозаписи ЧМ — наклонно-строчная с использованием двух вращающихся видеоголовок. При записи предусмотрено стирание записанных видеопрограмм, перемотка ленты вперед -назад, прослушивание звуковой дорожки через наушники, замедленное или ускоренное воспроизведение видеозаписей, кратковременная остановка ленты во время записи/воспроизведения (до 6 минут, для уменьшения износа видеоголовок и ленты).

## Основные технические характеристики
- Число строк разложения телевизионного сигнала — 625[8];
- Частота полей — 50 Гц[8];
- Разрешающая способность по яркостному каналу, линий, не менее: 240[8];
- Система передачи цветного изображения — PAL, SECAM-IIIB[8];
- Система видеозаписи ЧМ — наклонно — строчная с использованием двух вращающихся видеоголовок[8];
- Скорость движения магнитной ленты, см/с: 2,339±0,5 %[7];
- Относительный уровень помех в канале яркости при воспроизведении собственной записи — не менее 38 дБ[8];
- Полоса воспроизводимых частот сигнала звукового сопровождения, Гц: 100—8000[7];
- Относительный уровень помех в канале записи-воспроизведения звука — не менее 38 дБ[8];
- Относительный уровень помех в канале звукового сопровождения — не более 38 дБ[8];
- Время перемотки ленты — не более 7 мин. (для ВК −180)[8];
- Максимальная потребляемая электрическая мощность не более 43 Вт[7].

## Модификации видеомагнитофона
Единственной модификацией (хотя, строго говоря, модификацией это назвать нельзя) был ограниченный выпуск видеомагнитофонов без блока радиоканала, который обеспечивал приём и детектирование высокочастотного телевизионного сигнала в раздельные низкочастотные сигналы изображения и звука для последующей записи. Такие аппараты выпускались под названием «Электроника ВП-12», ВП означало «видеопроигрыватель». Такой аппарат отличался от обычного видеомагнитофона: в нём отсутствовал блок радиоканала, вместо кнопок выбора программ были установлены заглушки, и отсутствовали разъёмы подключения высокочастотных кабелей антенны и сопряжения с телевизором. Видеоплеер имел раздельные низкочастотные выходы видео и звука, которые подключались к соответствующим разъёмам телевизора. Можно было превратить видеоплеер в полноценный видеомагнитофон установкой блока радиоканала и сопутствующих ему элементов.
В Воронеже пробовали запустить свою версию видеомагнитофона под названием «Электроника ВМ-15» (в среде специалистов — «полдвенадцатого»). Этот аппарат также не оснащался приёмо-передающим устройством (ППУ), имел блок управления, состоящий из двух плат и корпус уменьшенных габаритов с изменённым расположением органов управления. Этих аппаратов было выпущено порядка 200 штук.

## Прекращение выпуска
К концу 1991 года выпуск видеомагнитофонов «Электроника ВМ-12» существенно сократился. Полностью модель сняли с производства в 1995 году в связи с тем, что данный класс аппаратов к тому времени был морально устаревшим. Ещё на рассвете производства этого видеомагнитофона в серийное производство начали поступать более современные, с расширенными функциями, а также более надёжные модели. В начале 90-х годов вследствие рыночной реформы был открыт доступ для импортных товаров. На прилавки магазинов хлынули потоки телевизоров, видеомагнитофонов, игровых приставок и прочей электроники. Аппараты мировых производителей отличались высокой надёжностью, многофункциональностью и эргономичностью. Спрос на российские видеомагнитофоны резко упал, несмотря на то, что к тому времени уже было освоено производство вполне конкурентоспособных и надёжных аппаратов.
В 1991 году НПО «Позитрон» совместно с корейской фирмой «DAEWOO» создало совместное предприятие «ДЭУ-Позитрон» по выпуску видеомагнитофонов Daewoo-Позитрон DVR-4561D. Первые видеомагнитофоны были выпущены в марте 1992 года в новом корпусе предприятия. Всё оборудование и комплектующие поставлялись из Южной Кореи. Для «отвёрточной» сборки был набран и обучен корейскими специалистами новый персонал. Всего было собрано порядка 80 тысяч аппаратов.
Руководство производственного объединения «Спектр» наладило связи с фирмой «Samsung», а ведущие специалисты получали дополнительное повышение квалификации, проходя обучение в Сеуле. Итогом такой плодотворной работы стал выпуск видеомагнитофона «Электроника-Самсунг 1230», который по надёжности и функциональности ничем не уступал другим моделям с аналогичными характеристиками. Однако конкуренции данный аппарат, как, впрочем, и остальные видеомагнитофоны российского производства, не выдерживали, главным образом из-за ценового различия и устойчиво вошедшего в обиход понятия «импортное — значит надёжное». Достижения известных мировых фирм — производителей бытовой микроэлектронной техники опережали аналогичные отечественные разработки на годы вперёд. Ярким примером этому может служить массовый приток относительно недорогих и надёжных импортных видеоплееров зарубежного производства, в которых большинство функций были реализованы на одной специализированной БИС, что определяло их надёжность, невысокую стоимость, малые габариты и массу. Однако самым массовым видеомагнитофоном, который выпускался в России, был именно «Электроника ВМ-12». По количеству произведённых в СССР видеомагнитофонов эта модель держала первое место как по продолжительности производства, так и по количеству проданных аппаратов.